# Embalse del Poyo
El embalse del Poyo (en portugués, Barragem do Poio) está ubicado en el municipio de Nisa, distrito de Portalegre, Portugal. Se encuentra en la Ribeira de Nisa. La presa fue diseñada en 1926 y entró en funcionamiento en 1932.

## Presa
Es una presa de gravedad de hormigón. Tiene una altura de 18 m sobre la cimentación (15 m sobre el terreno natural) y una longitud de coronación de 278 m. El volumen del embalse es de 8.000 m³. Tiene una capacidad máxima de descarga de .. (descarga de fondo) + 110 (descarga de inundación) m³/s.

## Embalse
El embalse de la presa tiene una superficie inundable en el NPA (Nivel Pleno de Almacenamiento) de 1,1 km² y tiene una capacidad total de 6,4 hm³ (capacidad útil de 4,6 hm³). Los niveles de agua en el embalse son: NPA de .. metros, NMC (Nivel Máximo de Crecida) de .. metros y NME (Nivel Mínimo de Exploración) de .. metros.

## Hidroelectricidad
Con una potencia instalada de 1,5 MW, la central de Poyo es una de las centrales hidroeléctricas más pequeñas de Portugal. La producción media anual es de 4,8 GWh. Hay dos turbinas Francis instaladas.